# Bohdan Jadow

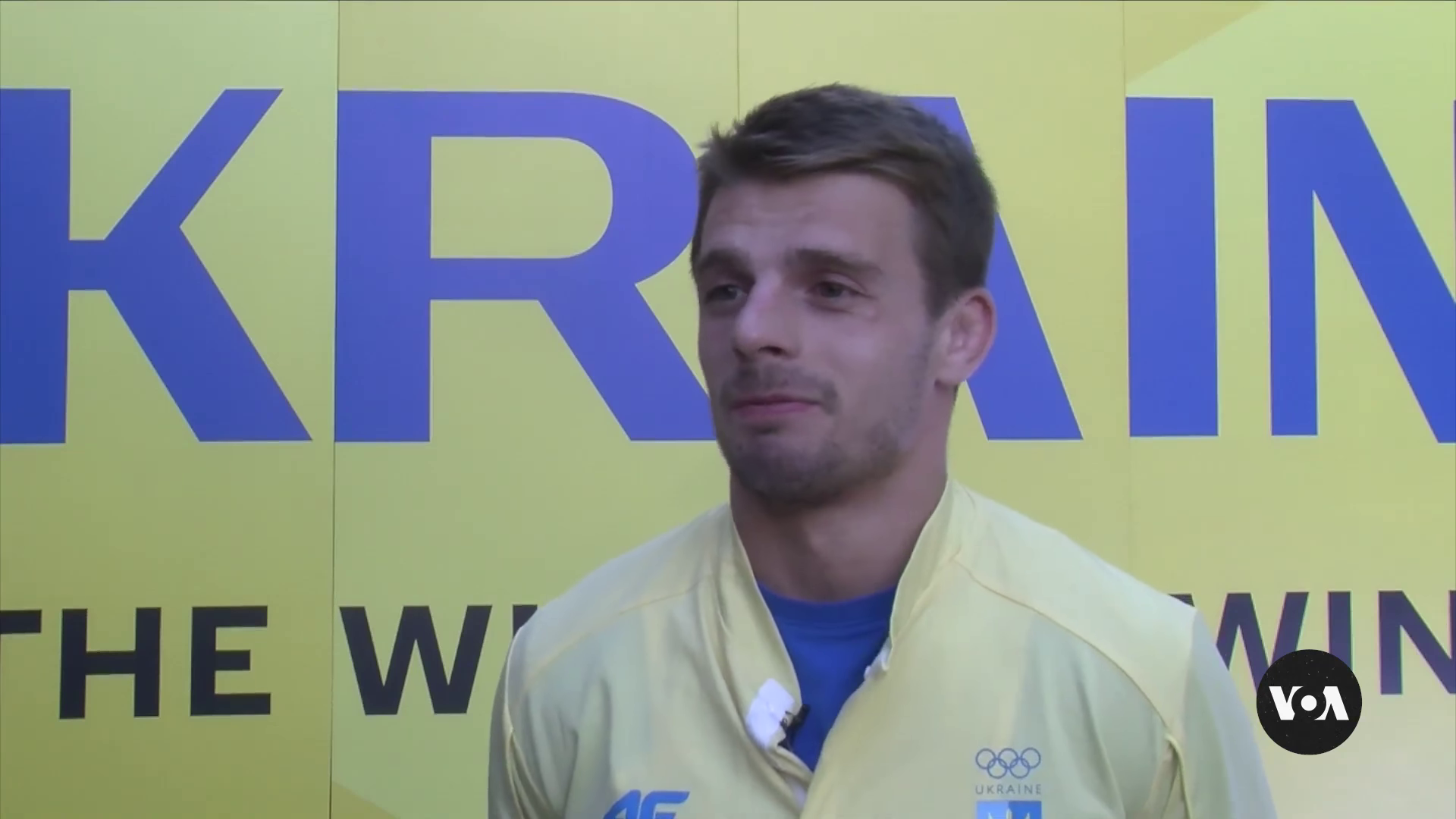
Bohdan Jadow (2024)

Bohdan Kostjantynowytsch Jadow (ukrainisch Богдан Костянтинович Ядов; * 27. November 1996 in Krywyj Rih) ist ein ukrainischer Judoka, der 2022 Europameister im Halbleichtgewicht wurde.

## Karriere
Bohdan Jadow nimmt seit 2010 an internationalen Judoturnieren teil. 2013 wurde er in der Gewichtsklasse bis 60 Kilogramm Zweiter der Kadetten-Europameisterschaften hinter dem Aserbaidschaner Hidayət Heydərov und der Kadetten-Weltmeisterschaften hinter dem Japaner Takumi Oshima. Seit 2014 kämpft Jadow im Halbleichtgewicht, der Gewichtsklasse bis 66 Kilogramm. Bei den Olympischen Jugendspielen 2014 wurde er in seiner neuen Gewichtsklasse Zweiter hinter dem Japaner Hifumi Abe. 2015 gewann Jadow mit der Mannschaft Bronze bei der Universiade. Im gleichen Jahr wurde er Zweiter bei den Junioreneuropameisterschaften, 2016 gewann er seinen ersten ukrainischen Meistertitel.
Im Mai 2019 wurde Jadow Dritter beim Grand Slam in Baku. Im Juni schied er bei den im Rahmen der Europaspiele 2019 ausgetragenen Europameisterschaften in Minsk in der zweiten Runde aus. Ende August 2019 wurde er Siebter bei den Weltmeisterschaften in Tokio. Im November 2021 in Abu Dhabi und im Februar 2022 in Tel Aviv wurde er jeweils Dritter bei einem Grand-Slam-Turnier. Bei den Europameisterschaften in Sofia im April 2022 gewann er den Titel mit einem Finalsieg über den Spanier Alberto Gaitero. Im Oktober 2022 wurde Jadow wie 2019 Siebter bei den Weltmeisterschaften.
Anfang Februar 2023 gewann Jadow in Paris sein erstes Grand-Slam-Turnier. Im November 2023 erkämpfte Jadow eine Bronzemedaille bei den Europameisterschaften in Montpellier. Ein halbes Jahr später wurde er Siebter bei den Europameisterschaften 2024. Bei den Olympischen Spielen 2024 in Paris schied Jadow im Achtelfinale gegen den Mongolen Jondonperenlein Baschüü aus.